# 燭影斧聲
燭影斧聲，也稱斧声烛影、燭光斧影，是指976年北宋开国皇帝宋太祖赵匡胤突然驾崩，宋太祖之弟即宋太宗赵光义隨即繼位之间所发生的谜案，史学界懷疑赵光義弑兄篡位。有关记载以僧人文瑩的《續湘山野錄》最为著名。

## 过程
斧聲燭影之事正史无载，《宋史·太祖本纪》记载：“帝崩于万岁殿，年五十。”開寶九年冬十月癸丑深夜（976年11月14日），赵光义就在灵柩前即位，且一反逾年改元的慣例，於開寶九年十二月甲寅（977年1月15日）改元太平興國。
据文瑩的《續湘山野錄》：
|  | 祖宗潜耀日，尝与一道士游于关河，无定姓名，自曰「混沌」，或又曰「真无」，每有乏则探囊金，愈探愈出。三人者每剧饮烂醉。生善歌《步虚》为戏，能自引其喉于杳冥间作清徵之声，时或一、二句，随天风飘下，惟祖宗闻之，曰“金猴虎头西，真龙得其位。”至醒诘之，则曰：“醉梦语，岂足凭邪？”至膺图受禅之曰，及庚申正月初四日也。自御极不再见，下诏草泽遍访之，或见于轩辕道中，或嵩洛间。后十六载，乃开宝乙亥岁（976年）也，上已祓禊，驾幸西沼，生醉坐于岸木阴下，笑揖太祖曰：“别来喜安。”上大喜，亟遣中人密引至后掖，恐其遁，急回跸与见之，一如平时，抵掌浩饮。上谓曰：“我久欲见汝，决克一事。无他，我寿还得几多在？”生曰：“但今年十月廿日夜，晴，则可延一纪；不尔，则当速措置。”上酷留之，俾泊后苑。苑吏或纪见宿于木末鸟巢中，止数日不见。帝切切记其语。至所期之夕，上御太清阁四望气。是夕果晴，星斗明灿，上心方喜。俄而阴霾四起，天气陡变，雪雹骤降，移仗下阁。急传宫钥开端门，召开封王（赵光义），延入大寝，酌酒对饮。宦官、宫妾悉屏之，但遥见烛影下，太宗时或避席，有不可胜之状。饮讫，禁漏三鼓，殿雪已数寸，帝引拄斧截雪，顾太宗曰：“好做，好做！”遂解带就寝，鼻息如雷霆。是夕，太宗留宿禁内，将五鼓，周庐者寂无所闻，帝已崩矣。太宗受遗诏于柩前即位。逮晓登明堂，宣遗诏罢，声恸，引近臣环玉衣以瞻圣体，玉色温莹如出汤沐[2]。 |
故事中的「燭影」是宋太祖兄弟兩人飲酒的身影，「斧聲」是宋太祖持斧剷除殿上積雪的聲音。这个事件由于没有第三人在场，因此一直以来都有赵光义弒兄登基的传说，但卻因无法证实而成千古疑案，至今仍無解。

## 傳弒兄篡位
宋太祖駕崩後，其已成年的儿子們趙德昭與趙德芳兩人均未繼承父親帝位，而是由太祖之弟赵光义自稱奉母親昭憲太后遺命「金匱之盟」而登皇帝位。赵光義登基後，一反常例，在一年未完時就下詔改元。不久，赵光义下旨流放親弟趙廷美至死，又逼令宋太祖次子趙德昭自殺。不久，太祖四子趙德芳也離奇病死。由於此類怪異跡象太多，後人多懷疑赵光義是謀殺兄長而即位，為避免皇位受威脅，故滅盡太祖後人。而此后的皇帝均是宋太宗的子孫，直至186年後，宋孝宗繼任為南宋皇帝時才回歸太祖一脈。

## 史书记载

### 《宋史》記載
《宋史·太祖本纪》上只简略的记载：“癸丑夕，帝崩于万岁殿，年五十，殡于殿西阶。”

### 《续湘山野录》記載
文莹《续湘山野录》记载，“上御太清阁四望气。……俄而阴霾四起，天气陡变，雪雹骤降，移仗下阁。急传宫钥开端门，召開封王，即太宗也。延人大寝，酌酒对饮。宦官、宫妾悉屏之，但遥见烛影下，太宗时或避席，有不可胜之状。饮讫，禁漏三鼓，殿雪已数寸，帝引柱斧戳雪，顾太宗曰：‘好做，好做！’遂解带就寝，鼻息如雷霆。是夕，太宗留宿禁内，将五鼓，伺庐者寂无所闻，帝已崩矣。太宗受遺詔于柩前即位。”

### 《涑水纪闻》記載
司马光《涑水纪闻》的记载則極力为宋太宗辩解。据《涑水纪闻》记载“太祖初晏駕，時已四鼓，孝章宋后使內侍都知王繼隆（王繼恩之誤）召秦王德芳。繼隆以太祖傳位晉王之志素定，乃不召德芳，徑趨開封府召晉王”。又遇醫官賈德玄（程德玄之誤），“乃告以故，叩門與之俱入見王，且召之。王大驚，猶豫不敢行，曰：‘吾當與家人議之。’入久不出。繼隆促之曰：‘事久，將為他人有。’遂與王雪下步行至宮門，呼而入。繼隆使王且止其直廬，曰：‘王且待於此，繼隆當先入言之。’德玄曰：‘便應直前，何待之有？’遂與俱進至寢殿。”下面這一段描述很有戲劇性：“宋后聞繼隆至，曰：‘德芳來耶？’繼隆曰：‘晉王至矣。’后見王愕然，遽呼官家曰：‘吾母子之命，皆託於官家。’王泣曰：‘共保富貴，無憂也。’”
司馬光此段文字暗示太祖崩時唯有宋后在旁，太宗不在宮中，此說日後也爲南宋學者李燾所採，編入《續資治通鑒長編》中。
司馬光稱宋太祖驾崩，已是四鼓时分，宋皇后派宦官王繼恩召秦王赵德芳入宫，但王繼恩却往开封府衙門召赵光义，晉王的親信左押衙程德玄己在門口等候。赵光义聞後大惊，說“吾當與家人議之。”王繼恩勸他趕快行動，以防他人捷足先登，趙光義便與王繼恩、程德玄三人于雪地步行进宫。

## 其他評論
有專家認為赵光义早有篡位之意，當時开封府尹赵光义不斷在汴京內培植党羽，贿赂御史中丞刘温叟、禁军殿前司控鹤指挥使田重进。赵普發現赵光义的親信劉嶅賄賂馮瓚，事後劉嶅僅是免職。赵普很早就因姚恕、劉嶅事件與赵光义结怨，王禹偁《建隆遗事》道：“太祖将晏崩，方召赵普于寝阁，及赵普欲立太祖之子……其后太宗闻之，故与普有隙。”
開寶六年（973年）趙普罷相，出任河陽三城節度使、同平章事，不久趙光義成為开封府尹兼晋王。開寶九年冬十月十九日傍晚，也就是“斧声烛影”发生前夕，馬韶曾造訪晋王的亲信程德玄稱：“明日乃晋王利见之辰，韶故以相告。”等到第二天深夜，马韶之言果然应验，赵光义登基。馬韶因此官至太常博士。《烬余录》認為花蕊夫人徐氏与赵光义的奸情是弒兄的主因。宋史专家张荫麟、聂崇歧、刘子健对“篡弑论”的观点有所保留。他们认为太祖之死是猝死。张荫麟表示，太祖之死因虽不能确断，“然有一事可以确知者，太宗即位并无正式传授之法令依据。”據吳蔚所著《宋史疑雲》裡之考證，「燭影斧聲」之「斧」不指斧頭，而是指「紙鎮」。